# Calabazas (Valladolid)
Calabazas es un arrabal del municipio de Olmedo, en la provincia de Valladolid, comunidad autónoma de Castilla y León, España. Está situada junto al río Adaja. Actualmente cuenta con 15 habitantes.

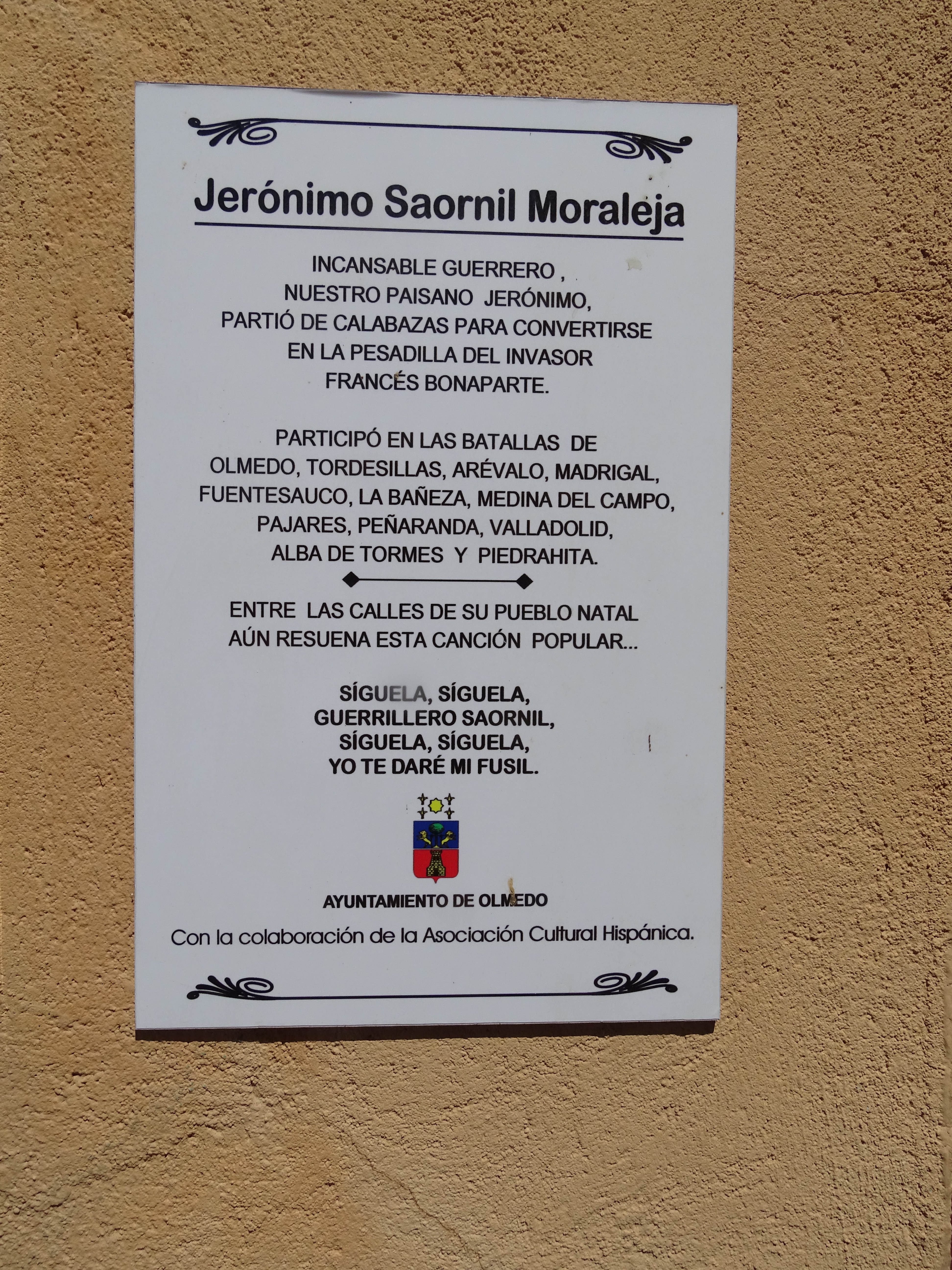
Placa en recuerdo del guerrillero Saornil

El guerrillero y militar Jerónimo Saornil Moraleja nació en esta localidad el 1 de diciembre de 1771. Se afincó en Pozal de Gallinas donde estuvo al frente de una pequeña hacienda. Cuando el ejército de Napoleón irrumpió en España Saornil organizó una guerrilla que intervino en varias batallas  y rescates, siendo la de Arapiles una de las más importantes por cuyas hazañas recibió el grado de coronel. Como recompensa a todas sus hazañas el General Castaños le nombró administrador de todos los bienes del convento de la Mejorada y comisionado en las provincias de Segovia, Ávila y Salamanca para la represión de malhechores. En una pared de las ruinas de la iglesia de Calabazas hay una placa en recuerdo y homenaje de este guerrillero.

## Demografía
| Gráfica de evolución demográfica de Calabazas entre 2000 y 2021    |
|                                                                    |
| Población de derecho (2000-2021) según el padrón municipal del INE |